# 车泽武
车泽武（1963年6月18日—），中国安徽省人，围棋职业七段棋手。他1982年定段，1989年升为七段。车泽武在1992年第5届富士通杯连胜韩国天才少年李昌镐和日本名将小林光一进入8强，爆出大冷门。

## 职业生涯
车泽武12岁学棋并进体校，15岁进集训队，17岁曾到北京的国家围棋集训队代训。他代表安徽省参加1987年第6届全运会围棋比赛，引起国家队教练注意，1988年正式调入国家围棋队。1989年代表中国参加第11届世界业余围棋锦标赛并夺冠。
1992年从选拔赛中脱颖而出，代表中国参加第5届富士通杯。首轮面对韩国天才少年李昌镐以一目半的优势获胜，次轮面对日本名将小林光一又取得一场完胜，进入8强。8强赛不敌日本棋手王立诚。
后来车泽武逐渐淡出棋坛。